# Лора Гоше
Лора Гоше (4 березня 1995 , Мутьє ) — французька гірськолижниця. Учасниця зимових Олімпійських ігор 2018.

## Підсумкові місця в Кубку світу за роками
Усі результати наведено за даними Міжнародної федерації лижного спорту.
| Сезон |                 |        |                    |             |                  |                         |    |
| Вік   | Загальний залік | Слалом | Гігантський слалом | Супергігант | Швидкісний спуск | Гірськолижна комбінація |    |
| 2017  | 21              | 102    | —                  | —           | 47               | —                       | 45 |
| 2018  | 22              | 65     | —                  | —           | 30               | 36                      | 25 |
| 2019  | 23              | 100    | —                  | —           | 38               | 43                      | —  |
| 2020  | 24              | 97     | —                  | —           | 47               | —                       | 26 |
| 2021  | 25              | 60     | —                  | —           | 26               | 35                      | —  |

Станом на 13 лютого 2021 року

## Результати на чемпіонатах світу
Усі результати наведено за даними Міжнародної федерації лижного спорту.
| Рік  |        |                    |             |                  |                         |  |
| Вік  | Слалом | Гігантський слалом | Супергігант | Швидкісний спуск | Гірськолижна комбінація |  |
| 2021 | 25     |                    |             | 26               | 20                      |  |

## Результати на Олімпійських іграх
Усі результати наведено за даними Міжнародної федерації лижного спорту.
| Рік  |        |                    |             |                  |                         |    |
| Вік  | Слалом | Гігантський слалом | Супергігант | Швидкісний спуск | Гірськолижна комбінація |    |
| 2018 | 22     | —                  | —           | —                | 22                      | 12 |